# Memorial dos Povos
O Memorial dos Povos é um espaço cultural inaugurado em 2003, em Belém do Pará. Trata-se de um espaço público de 6 mil m², projetado pelo arquiteto José de Andrade Raiol, que inclui também um anfiteatro coberto, destinado à cultura e lazer.

## Proposta
O Memorial dos Povos é, na verdade, um memorial do povo de Belém, que é síntese do cruzamento étnico de vários povos que contribuíram para a história da cidade: Portugueses, Espanhóis, Africanos, Indígenas, Árabes, Libaneses, Italianos, Japoneses. O espaço que engloba, além do Palacete Bolonha, o anfiteatro e a sala Vicente Salles, onde funcionava a União Espanhola;
No anfiteatro, são realizados projetos de música, de artes cênicas e até literários, com o lançamento de livros.
A sala de cinema Acyr Castro A biblioteca engenheiro Augusto Meira Filho e o Museu da Belle Époque. Através de mobílias, documentos e fotos - o Projeto permitiu a recuperação de cerca de 250 livros da Antiga União Espanhola que foram incorporados ao acervo do museu.

## História
Em 2014, foi noticiado pela imprensa que o local se encontrava subutilizado.
Em 2015, foi realizado nele o evento denominado Moitará.